# 勒雅尔丹
勒雅尔丹（法語：Le Jardin，法語發音：[lə ʒaʁdɛ̃]）是法国科雷兹省的一个旧市镇，位于该省中部偏东，于蒂勒区。2022年，勒雅尔丹与市镇蒙泰尼亚克-圣伊波利特合并为新市镇杜斯特尔河畔蒙泰尼亚克。

## 地理
勒雅尔丹（45°19'17"N, 2°2'0"E）面积12.23 平方千米，位于法国新阿基坦大区科雷兹省，该省份为法国中南部省份，北起上维埃纳省和克勒兹省，西接多爾多涅省，南至洛特省，东临多姆山省和康塔爾省。
与勒雅尔丹接壤的市镇（或旧市镇、城区）包括：尚帕尼亚克-拉诺阿耶、松布尔河畔拉法日、蒙泰尼亚克-圣伊波利特、圣伊莱尔富瓦萨克。
勒雅尔丹的时区为UTC+01:00、UTC+02:00（夏令时）。

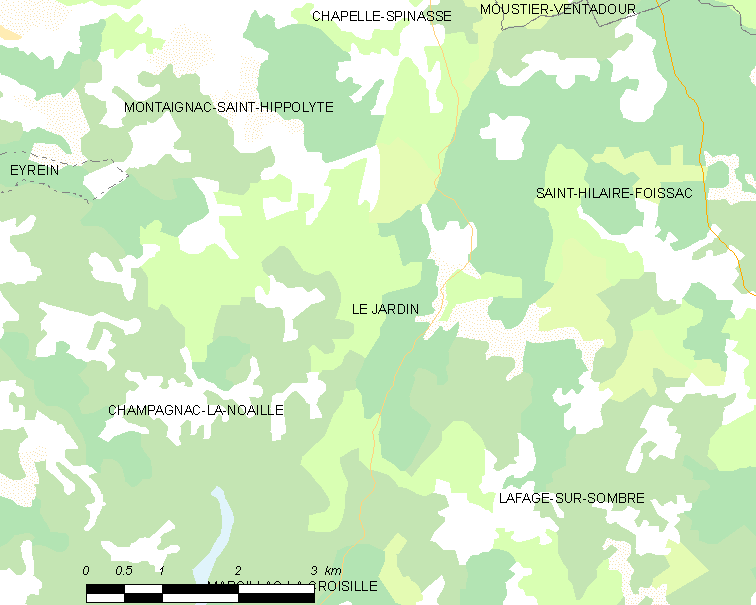
勒雅尔丹的OSM定位图

## 行政
勒雅尔丹的邮政编码为19300，INSEE市镇编码为19092。

## 政治
勒雅尔丹所属的省级选区为埃格勒通县。

## 人口

1962-2008年间勒雅尔丹人口变化图示

勒雅尔丹于2019年1月1日时的人口数量为77人。